# Zerlach
Zerlach est une ancienne commune autrichienne du district de Südoststeiermark en Styrie. 
Au premier janvier 2015, elle a fusionné avec Kirchbach in Steiermark pour former la municipalité nouvelle de Kirchbach-Zerlach.